# Limbă regională sau minoritară
O limbă regională sau minoritară este un idiom diferit de limba oficială a unui stat, și care este folosit în mod tradițional de cetățenii care constituie un grup numeric inferior restului populației. O limbă regională sau minoritară poate fi asociată unei anumite zone a statului în care este folosită, sau poate fi non-teritorială, adică neasociabilă cu o anumită arie geografică.

## Statutul limbilor regionale sau minoritare
State care au ratificat Carta europeană a limbilor regionale sau minoritare.
     State care au semnat, dar nu au ratificat Carta.
     State membre ale Consiliului Europei care nu au semnat Carta.
     State nemembre ale Consiliului Europei.

Europa
State care au ratificat Carta europeană a limbilor regionale sau minoritare.
State care au semnat, dar nu au ratificat Carta.
State membre ale Consiliului Europei care nu au semnat Carta.
State nemembre ale Consiliului Europei.

În unele țări, limbile regionale sau minoritare au un statut legal, fiind recunoscute oficial. Legislația acestor țări fixează cadrul folosirii acestor limbi și eventual prevede diferite măsuri de protecție și de promovare.
În majoritatea statelor din Europa există limbi regionale sau minoritare recunoscute oficial. Este vorba de acele țări membre ale Consiliului Europei care au semnat și au ratificat, sau numai au semnat Carta europeană a limbilor regionale sau minoritare. De menționat că aceasta nu se referă și la varietățile regionale (dialecte, graiuri) ale limbii oficiale și nici la limbile imigranților în statul respectiv.

## În România
În România, care a semnat și ratificat Carta, sunt recunoscute 20 de limbi ale minorităților naționale, precizate în declarațiile atașate la instrumentul de ratificare, împreună cu modul în care se aplică prevederile Cartei la diferitele limbi în domeniul învățământului, justiției, administrației publice, serviciilor publice, mass-mediei, activităților culturale, vieții economice și sociale, precum și al schimburilor transfrontaliere, conform legislației române.
Un exemplu din această legislație este Legea administrației publice locale care prevede că „în unitățile administrativ-teritoriale în care cetățenii aparținând minorităților naționale au o pondere de peste 20% din numărul locuitorilor, autoritățile administrației publice locale, instituțiile publice aflate în subordinea acestora, precum și serviciile publice deconcentrate asigură folosirea, în raporturile cu aceștia, și a limbii materne”. Articolul 131 din aceeași lege precizează că prevederile privind folosirea limbii minorităților naționale rămân aplicabile și în cazul în care, din diferite motive, după intrarea în vigoare a legii, ponderea cetățenilor aparținând unei minorități naționale scade sub procentul de 20%. Atunci când a apărut Legea administrației publice locale erau in vigoare datele oficiale ale recensămantului din 1992. Lista localităților cu o pondere de peste 20% a unei minorități naționale conform recensământului din 1992, unde autoritățile administrației publice locale, instituțiile publice aflate in subordinea acestora, precum și serviciile publice deconcentrate sunt obligate să asigure folosirea limbii minorității respective apare în Hotărârea 1206 din 2001. De asemenea, Legea educației naționale prevede că învățământul public se desfășoară și în limbile minorităților naționale.